# Hirticlytus comosus
Hirticlytus comosus är en skalbaggsart som först beskrevs av Masaki Matsushita 1941.  Hirticlytus comosus ingår i släktet Hirticlytus och familjen långhorningar. Inga underarter finns listade i Catalogue of Life.